# Římskokatolická farnost Mokré Lazce
Římskokatolická farnost Mokré Lazce je farnost římskokatolické církve v děkanátu Hlučín ostravsko-opavské diecéze.
Farním kostelem je kostel (Narození) svatého Jana Křtitele v Mokrých Lazcích, barokní stavba postavená v 80. letech 18. století (věž až roku 1837) na místě dřevěného kostela z roku 1576. Vedle toho je na mokrolazecké návsi barokní kaple svaté Anny z poloviny 18. století. Pro věřící ve Štítině sloužila kaple svaté Maří Magdalény, vystavěná vrchností v 2. polovině 16. století poblíž štítinského zámku. Ten byl zbořen v 80. letech 20. století, kaple – cenná drobná renesanční stavba – však byla zachována a opravena a konají se v ní příležitostně bohoslužby.

## Historie
Mokré Lazce patřily v raném novověku k farnosti Kravaře, která však byla ve druhé polovině 16. století evangelická. Katolický majitel Mokrých Lazců a Pusté Polomi Mikuláš Hynek z Tvorkova (Tvorkovský z Kravař) nechal v Mokrých Lazcích vybudovat v roce 1576 vybudovat dřevěný kostel pro poddané zůstavší u katolické víry, a přivedl do něj světského kněze Jana Skideria. Později zde působil krakovský dominikán Dominik Chamsky a následně zde bohoslužby vykonávali dominikáni z kláštera v Opavě. Těm Markéta z Kravař odkázala dvůr v Mokrých Lazcích, jehož parcelací vznikla později osada Nové Mokré Lazce, a roku 1630 jim Mikuláš Tvorkovský z Kravař (vnuk) přepustil mimo jiné kostel, hřbitov a školu.
Opavští dominikáni vykonávali v Mokrých Lazcích bohoslužby až do roku 1653, formálně zde však nevznikla samostatná farnost a ke své pravomoci a příjmům se hlásil kravařský farář. Dominikánům zůstal zdejší pozemkový majetek i patronát kostela, byla však potvrzena příslušnost vsi k farnosti v Kravařích. Vesničané však měli s kravařským farářem značné spory (např. roku 1719) a povolávali proti jeho vůli k bohoslužbám dominikány. Kolem roku 1740 přešly Mokré Lazce jako filiálka do obvodu farnosti Komárov a v roce 1784 zde náboženská matice zřídila lokální kuracii, ve 2. polovině 19. století povýšenou na farnost. Mezi nejvýznamnější duchovní správce mokrolazecké farnosti patří zdejší rodák, slezský národní buditel Antonín Gruda, který byl farářem v Mokrých Lazcích v letech 1886–1898.
Patronát kostela patřil nejprve místní vrchnosti a od roku 1630 dominikánskému klášteru v Opavě, který však byl roku 1784 zrušen. Jeho majetek v Mokrých Lazcích přešel na náboženskou matici, která zde v témže roce zřídila lokální kuracii a stala se její patronkou. Roku 1807 náboženská matice prodala zdejší zboží i s patronátem kostela k hrabyňskému panství náležejícímu Mitrovským z Nemyšle, od nich přešlo na Arnošta rytíře Čejku z Badenfeldu a od roku 1837 patřilo panství i patronát kostela v Mokrých Lazcích řádu německých rytířů.
Roku 1862 žilo ve farnosti 1431 římských katolíků a šest židů.
K obvodu farnosti od jejího vzniku náleží vesnice Mokré Lazce (Staré a Nové) a Štítina. Území dnešní farnosti (do roku 1784 v rámci farnosti Kravaře resp. Komárov) patřilo původně k děkanátu Opava, v letech 1780–1952 k děkanátu Hradec (nad Moravicí), v letech 1952–1962 opět k děkanátu Opava a od reorganizace děkanátu k 1. lednu 1963 k děkanátu Hlučín. Do roku 1996 byla součástí (arci)diecéze olomoucké, od uvedeného roku pak nově vytvořené diecéze ostravsko-opavské.
V současnosti je farnost Mokré Lazce spravována excurrendo farářem v Hrabyni P. Vladimírem Pavlíkem.

## Bohoslužby
| Kostel                       | Místo       | Bohoslužba (den)          | Hodina                                              | Poznámka     |
| ---------------------------- | ----------- | ------------------------- | --------------------------------------------------- | ------------ |
| kostel svatého Jana Křtitele | Mokré Lazce | úterý středa pátek neděle | 18.00 (v zimě 17.00) 7.30 18.00 (v zimě 17.00) 9.00 | farní kostel |
| kaple svaté Máří Magdalény   | Štítina     | příležitostně             |                                                     | kaple        |